# Bàsquet Manresa 2014-2015
Questa voce raccoglie le informazioni riguardanti il Bàsquet Manresa nelle competizioni ufficiali della stagione 2014-2015.

## Stagione
La stagione 2005-2006 del Bàsquet Manresa è la 42ª nel massimo campionato spagnolo di pallacanestro, la Liga ACB.

## Roster
Aggiornato al 2 giugno 2025.
| La Bruixa d'Or Manresa 2014-15 | La Bruixa d'Or Manresa 2014-15 |
| Giocatori                      | Staff tecnico                  |
| ------------------------------ | ------------------------------ |

| N. | Naz.                                                  | Ruolo | Nome                   | Anno | Alt.   | Peso   |  |
| -- | ----------------------------------------------------- | ----- | ---------------------- | ---- | ------ | ------ |  |
| 3  | Stati Uniti (bandiera) · Irlanda (bandiera)           | AG    | Mike Hall              | 1984 | 204 cm | 102 kg |  |
| 3  | Croazia (bandiera)                                    | AG    | Željko Šakić           | 1988 | 204 cm | 103 kg |  |
| 4  | Australia (bandiera) · Irlanda (bandiera)             | C     | A.J. Ogilvy            | 1988 | 211 cm | 113 kg |  |
| 4  | Stati Uniti (bandiera)                                | G     | D.J. Seeley            | 1989 | 193 cm | 88 kg  |  |
| 6  | Spagna (bandiera)                                     | P     | Carles Bivià           | 1985 | 189 cm | 84 kg  |  |
| 6  | Lituania (bandiera)                                   | AG    | Vilmantas Dilys        | 1987 | 208 cm | 104 kg |  |
| 8  | Italia (bandiera)                                     | P     | Giuseppe Poeta         | 1985 | 190 cm | 82 kg  |  |
| 11 | Spagna (bandiera)                                     | P     | Álex Hernández (C)     | 1990 | 189 cm | 76 kg  |  |
| 12 | Stati Uniti (bandiera) · Francia (bandiera)           | GA    | Ben Dewar              | 1981 | 196 cm | 90 kg  |  |
| 13 | Lituania (bandiera)                                   | AP    | Marius Grigonis        | 1994 | 198 cm | 93 kg  |  |
| 14 | Spagna (bandiera)                                     | AC    | Pep Ortega             | 1984 | 201 cm | 100 kg |  |
| 16 | Spagna (bandiera)                                     | G     | Marc García            | 1996 | 197 cm | 82 kg  |  |
| 17 | Spagna (bandiera)                                     | P     | Nil Angelats           | 1993 | 185 cm |        |  |
| 18 | Spagna (bandiera)                                     | C     | Nil Sabata             | 1996 | 205 cm |        |  |
| 19 | Bosnia ed Erzegovina (bandiera) · Slovenia (bandiera) | C     | Hasan Rizvić           | 1984 | 212 cm | 110 kg |  |
| 22 | Spagna (bandiera)                                     | G     | Alfonso Sánchez        | 1987 | 194 cm | 90 kg  |  |
| 23 | Stati Uniti (bandiera)                                | AP    | Mario Little           | 1987 | 198 cm | 95 kg  |  |
| 34 | Stati Uniti (bandiera)                                | P     | Davin White            | 1981 | 185 cm | 84 kg  |  |
| 42 | Nuova Zelanda (bandiera) · Gran Bretagna (bandiera)   | AC    | Isaac Fotu             | 1993 | 203 cm | 104 kg |  |
| 44 | Spagna (bandiera)                                     | PG    | Roger Grimau           | 1978 | 196 cm | 92 kg  |  |
| 32 | Stati Uniti (bandiera)                                | AG    | Jamar Samuels          | 1989 | 200 cm | 104 kg |  |
| 45 | Grecia (bandiera)                                     | C     | Dīmītrīs Charitopoulos | 1983 | 207 cm | 113 kg |  |

| Allenatore                                                                         |
| - Pedro Martínez                                                                   |
| Assistente/i                                                                       |
| - Carles Marco - Xavier Pujol Legenda - (C) Capitano - (IN) Inattivo - Infortunato |

## Mercato

### Sessione estiva
| Acquisti | Acquisti               | Acquisti          | Acquisti   | Acquisti |
| R.a      | Nome                   | da                | Modalità   |          |
| -------- | ---------------------- | ----------------- | ---------- | -------- |
| P        | Carles Bivià           | Canarias Tenerife | definitivo |          |
| P        | Giuseppe Poeta         | Saski Baskonia    | definitivo |          |
| PG       | Roger Grimau           | Bilbao Berri      | definitivo |          |
| G        | Marc García            | Barcellona        | prestito   |          |
| GA       | Ben Dewar              | Obradoiro         | definitivo |          |
| AP       | Marius Grigonis        | Žalgiris Kaunas   | definitivo |          |
| AG       | Mike Hall              | Free agent        | definitivo |          |
| AG       | Jamar Samuels          | Veroli Basket     | definitivo |          |
| C        | Dīmītrīs Charitopoulos | Valladolid        | definitivo |          |
| C        | A.J. Ogilvy            | Sydney Kings      | definitivo |          |

| Cessioni | Cessioni            | Cessioni         | Cessioni       | Cessioni |
| R.       | Nome                | a                | Modalità       |          |
| -------- | ------------------- | ---------------- | -------------- | -------- |
| P        | Joan Creus          | Oviedo           | fine contratto |          |
| G        | Salva Arco          | Ourense          | fine contratto |          |
| G        | Marko Ljubičić      | Metalac Valjevo  | fine contratto |          |
| AP       | Charīs Giannopoulos | Obradoiro        | fine contratto |          |
| AP       | Marcus Eriksson     | Barcellona       | fine prestito  |          |
| AP       | Joan Pardina        | Alicante         | fine contratto |          |
| AG       | Max Kouguere        | Orléans Loiret   | fine contratto |          |
| AC       | Josh Asselin        | Free agent       | fine contratto |          |
| AC       | Darryl Monroe       | Scaligera Verona | fine contratto |          |
| C        | Óliver Arteaga      | Palencia         | fine contratto |          |
| C        | Vernon Goodridge    | AEK Atene        | fine contratto |          |
| C        | Johan Kody          | Alicante         | fine contratto |          |
| C        | Rasmus Larsen       | Free agent       | fine contratto |          |

### Dopo l'inizio della stagione
| Acquisti | Acquisti        | Acquisti       | Acquisti         | Acquisti   |
| R.       | Nome            | da             | Data             | Modalità   |
| -------- | --------------- | -------------- | ---------------- | ---------- |
| AG       | Željko Šakić    | Free agent     | 14 ottobre 2014  | definitivo |
| C        | Hasan Rizvić    | Free agent     | 14 ottobre 2014  | definitivo |
| P        | Davin White     | Free agent     | 20 ottobre 2014  | definitivo |
| AC       | Isaac Fotu      | Saragozza      | 25 novembre 2014 | prestito   |
| AC       | Pep Ortega      | Estudiantes    | 11 febbraio 2015 | definitivo |
| AP       | Mario Little    | Free agent     | 3 marzo 2014     | definitivo |
| AG       | Vilmantas Dilys | Dzūkija Alytus | 5 marzo 2015     | definitivo |
| G        | D.J. Seeley     | Delaware 87ers | 9 aprile 2015    | definitivo |
| G        | Alfonso Sánchez | Axarquía       | 17 aprile 2015   | definitivo |

| Cessioni | Cessioni               | Cessioni       | Cessioni         | Cessioni    |
| R.       | Nome                   | a              | Data             | Modalità    |
| -------- | ---------------------- | -------------- | ---------------- | ----------- |
| AG       | Mike Hall              | Free agent     | 16 ottobre 2014  | rescissione |
| P        | Carles Bivià           | Andorra        | 11 novembre 2014 | rescissione |
| AG       | Jamar Samuels          | Junior Casale  | 25 novembre 2014 | rescissione |
| C        | Dīmītrīs Charitopoulos | PAOK Salonicco | 30 gennaio 2015  | rescissione |
| C        | A.J. Ogilvy            | Free agent     | 14 marzo 2015    | rescissione |
| AP       | Mario Little           | Free agent     | 7 aprile 2014    | rescissione |